# Ennepe (Halver)
Ennepe war ein Wohnplatz in der Stadt Halver im Märkischen Kreis im Regierungsbezirk Arnsberg in Nordrhein-Westfalen (Deutschland). Der Wohnplatz fiel um 1970 wüst und der Standort ist heute Teil eines großen Parkplatzes an der Bundesstraße 229.

## Lage und Beschreibung
Ennepe lag auf einer Höhe von 336 m ü. NHN im westlichen Halver an der Bundesstraße 229 nahe dem gleichnamigen Fluss Ennepe. Nachbarorte waren Niederennepe, Oberennepe, Eschen, Nonnenennepe, Schmalenbach und Büchen.

## Geschichte
Ennepe war eine Zollstation (Zoll im Sinne von Straßenmaut) an der 1836 in diesem Abschnitt gebauten Chaussee zwischen Halver und Radevormwald, der heutigen Bundesstraße 229.
Um 1500 ist durch Urkunden belegt, dass der Hof Ennepe dem bergischen Amt Beyenburg abgabenpflichtig war. Die Gerichtsbarkeit des Hofs unterstand einem extra für die bergischen Höfe im ansonsten märkisch beherrschten Kirchspiel Halver bestellten bergischem Richter, was häufig zu Streit mit dem für das Kirchspiel eigentlich zuständigen märkischen Gografen führte.
1838 gehörte Ennepe der Eickhöfer Bauerschaft innerhalb der Bürgermeisterei Halver an. Der laut der Ortschafts- und Entfernungs-Tabelle des Regierungs-Bezirks Arnsberg als Chausseehebestelle kategorisierte Ort besaß zu dieser Zeit ein Wohnhaus. Zu dieser Zeit lebten 13 Einwohner im Ort, allesamt evangelischen Glaubens.
Bis in die 1960er Jahre bestand im Ort ein Wirtshaus und eine Tankstelle.